# Uranotaenia reyi
Uranotaenia reyi är en tvåvingeart som beskrevs av Francisco E. Baisas 1935. Uranotaenia reyi ingår i släktet Uranotaenia och familjen stickmyggor.
Artens utbredningsområde är Filippinerna. Inga underarter finns listade i Catalogue of Life.